# Ministério do Comércio (China)
O Ministério do Comércio (MOFCOM) é uma agência executiva em nível de gabinete do Conselho de Estado da China, responsável pela formulação de políticas sobre comércio exterior, regulamentos de exportação e importação, investimentos estrangeiros diretos, proteção ao consumidor, concorrência de mercado (regulador da concorrência) e negociação de acordos comerciais bilaterais e multilaterais. É responsável pela administração do comércio exterior de acordo com a Lei de Comércio Exterior.  O atual ministro do Comércio é Wang Wentao.

## História
Antes de outubro de 1949, o Ministério de Assuntos Econômicos era a agência governamental da República da China no continente responsável por questões de comércio econômico. A agência foi criada em 1931 e reorganizada em 1937.
Em novembro de 1949, um mês após o estabelecimento da República Popular da China, o Partido Comunista Chinês formou o Ministério do Comércio (贸易部), enquanto o MOEA continuou a operar em Taiwan e em várias outras ilhas.
Em agosto de 1952, o Ministério foi renomeado para Ministério do Comércio Exterior (对外贸易部). Ye Jizhuang foi o primeiro ministro e morreu no cargo em 1967.
Em março de 1982, o Ministério do Comércio Exterior foi fundido com o Ministério de Relações Econômicas Externas (Departamento de Relações Econômicas Estrangeiras), a Comissão Estadual de Regulamentação de Importações e Exportações (Comissão Estadual de Administração de Importações e Exportações) e a Comissão Estadual de Regulamentação de Investimentos Estrangeiros ( Comitê Estadual de Gestão de Investimentos Estrangeiros) e tornou-se o Ministério das Relações Econômicas Exteriores e Comércio (Ministério das Relações Econômicas Exteriores e Comércio).
Em março de 1993, o Ministério de Relações Econômicas Exteriores e Comércio foi renomeado para Ministério de Comércio Exterior e Cooperação Econômica (Ministério de Comércio Exterior e Cooperação Econômica).
Na primavera de 2003, o antigo Ministério de Comércio Exterior e Cooperação Econômica passou por uma reorganização e foi renomeado como Ministério do Comércio.
O ministério também incorpora a antiga Comissão Estadual de Economia e Comércio e a Comissão Estadual de Planejamento do Desenvolvimento.